# クンタオ

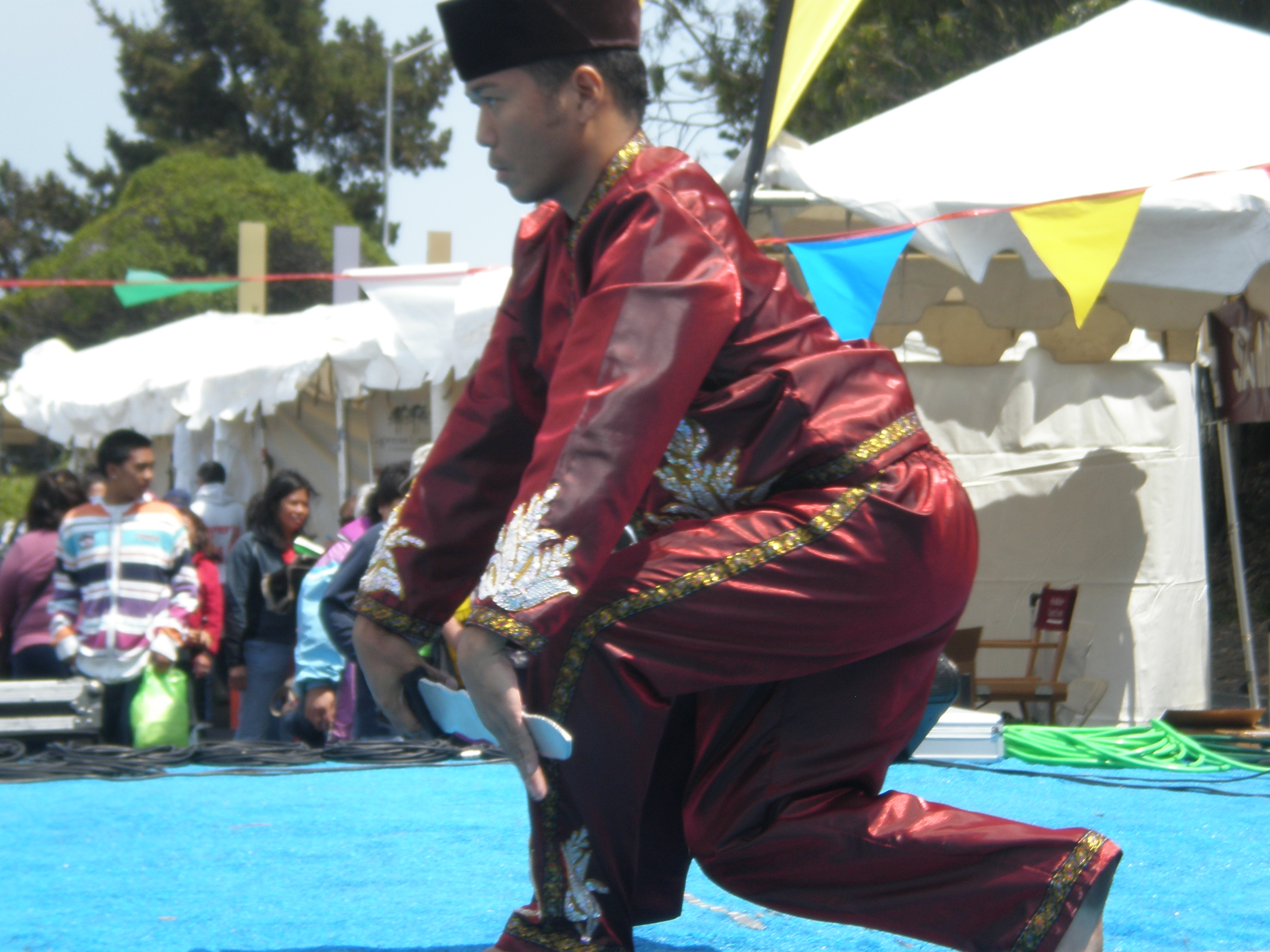
クンタオシラット

クンタオシラット（Kuntao silat）は旧北ベトナムとマレーシア、ブルネイ、シンガポール、インドネシア、フィリピン西部などの国々に伝わる伝統武術である。

## 起源
一般的にクンタオはクンタオシラットを指す言葉として使われる。その起源はマレー文化圏の国々へ移り住んだ華僑(中華系移民)の数々の中国武術と、マレー地域に伝わる土着の伝統武術シラットにある。しかし、中国武術を発端に持つベトナム伝統武術もクンタオに含まれる。区別するときは漢字でベトナム武術を「越式拳道」、マレー武術を「馬来拳道」と書く。

## 技術体型
中華系移民(華僑)のもたらした中国武術、擒拿,シュアイジャオ,八極拳,形意拳,螳螂拳,白鶴拳,詠春拳,八卦掌,江南船拳,太極拳,五祖拳,査拳,地功拳,花拳,などと、マレー地域に伝わる土着の武術シラットの融合された技が多いことが特徴である。徒手格闘による打撃技や関節技にとどまらず、武器術の鍛錬も頻繁に行う。また、歴史的証明は希薄だがフィリピン武術エスクリマの棒術も伝わっていることからエスクリマとは古くに武術家同士の交流があったと考えられる。クンタオシラットの中にも様々な流派が混在し、流派ごとに型(套路)が少し異なる。

## 名称
漢字では元々「拳道」と書き、クンタオ(kun tao)はその?南語と福建語での発音を元にしている。クンタオと省略して呼ばれることが多いが正式名称はkuntao silat「クンタオシラット」である。中国本土では「馬来式拳道」(マレー式クンタオ)と呼ばれることもあるが、マレー語の「kuntao silat」と呼ばれる場合が多い。
プンチャックシラットとの関係
シラット界では、クンタオシラットはシラットに属するひとつの流派であるとする見解(クンタオ派シラット論)と、シラットに属さない単なる中国武術の一派とする見解(クンタオ中国武術論)の二つで大きく分かれている。特にインドネシアでは、過去に中華系移民から文化的自由を奪う同化政策を行った歴史や、現代でも問題視されているマレー系民族による中華系移民への差別や政治的情勢などから、(クンタオ派シラット論)に否定的なシラット団体が多く対立が深刻である。

## 鍛錬方法
・套路(シラットではジュルス)の稽古。
套路には急速的な動き「快」と太極拳のようにゆっくり練習する「慢」の二面性があり、空手のように速さの抑揚をつけて行う。また套路は複数ある。大きく分け、少ない時間と狭い場所で完結する「小套路」とその他武術と同様に型を行う「普通套路」とがある。
対練(空手の二人一組で行う約束組手に近い)は大きく分け、自ら先手を打ち相手を圧倒する「紅兵」と、相手からの攻撃を待ちパターン別に対処する「黒兵」がある。紅兵(red knight)と黒兵(black knight)の名は、中国将棋で赤い駒が先手、黒い駒が後手であることに由来する。
組手の稽古。組手は大きく分けて四種類ある。安全面を考慮した組手では、競技化されたシラットの「競技シラット」と、競技化された中国武術式キックボクシングの「散打」、そしてこれは危険だが中国伝統派武術で行われる「散手」も行う。また、武器術の組手ではフィリピン武術エスクリマの「競技アーニス」もする。

## 歴史
マレー諸島における中国武術の存在は、中国と東南アジアとの古代の接触にさかのぼる。バタク、ダヤクの文化は中国文化の影響を明白に受けており、中国の武器は古代スマトラの芸術にしばしば描かれている。古代では中国系移民が差別的理由から起きる暴力や強姦(レイプ)から身を護る護身術として使用された。第二次世界大戦ではインドネシア独立戦争や日本統治下のシンガポールとマレーシアで行われた日本兵による華僑粛清事件に接近戦として使われた。インドネシア独立戦争では旧日本軍と協力関係を結びともにオランダによる支配と戦ったため、インドネシアのクンタオシラットには空手に影響された套路と武器術として軍刀術が存在する。しかしシンガポールとマレーシアでは日本兵による理不尽な攻撃に対抗する手段として使用されたため、インドネシアの流派とは逆に空手や柔道や剣道への徹底した対策がみられる。元々は中国系の華僑のみにひっそりと伝えられてきたが、近年では中国系以外の者にも門戸を開放し、欧米諸国への広まりをみせている。ダン・イノサントやボブ・オーランドやブルース・リーが北アメリカ大陸に広めた。現在アメリカの大手クンタオシラット団体に「kuntao combat arts florida」などがある。欧州ではイギリスに広まっている。

## 流派
チンクリ派ベタウィ語で機敏を意味する「jingkrik」が名前の由来伝説によると、Cingkrikは、サルの群れ同士の壮絶な戦いを目撃した女性が、それに基づき技術を確立した。1900年代初頭、このチンクリはラワ ベロンのコン マインという男に継承された。ある日彼は目の前で、自身の杖を盗んで暴れまわる猿を見つけた。その出来事からさらに棒術を発展させた。
ベクシ派Beksiは 1800年代に「リー・チェン・ホク」によって創設されました。彼の後継者はベタウィで、それ以後はタンゲランによって受け継がれた。
バンガウ プティ派1952年に 「Subur Rahardja」 によってインドネシア西ジャワのボゴールに設立された。中国武術の白鶴拳が基礎である。幼い頃、Subur Rahardja は父親と5人の師匠から武術を学んだ。彼は、異なる血統の 5 人の師匠から正式に継承者として認められた。これらの師匠の中で最も注目に値するのは、彼の父方の叔父にあたる Liem Kim Bouw である。他の師匠には、Cimande Pencak Silat 学校の創設者である Mpe Sutur、Asuk Yak Long、および Gusti Djelantik などが居た。
クウィタン派Mustika Kwitangをめぐる論争は数十年にわたる。クウィタンの歴史は17 世紀にティオンホアの武術家 Kwee Tang Kiam(クウィタン・キム) と薬草師のBetawi(ブタウィ)との間で敗者は勝者の弟子になるという条件下で行われた公開試合から始まった。どっち勝ったかは現在も論争の的となっている。流派の名前がクウィタンのため、Kwee Tang Kiam が論理的な勝者であると言う人もいます。現在までクウィタンの家族内で脈々と受け継がれている。
リアンユアン派マレーシアのジョホール州を中心に約22の場所で展開されている。彼らは、1700年代の中国雲南省の詠春拳が直接的な起源といわれる。特徴が最も顕著な流派は、ジョホールのメルシン地区のブア・プクルで派生したリアン・パドゥカン派である。1920年代に、シンガポールと面するマレーシアのジョホールバルの波止場でシラットと戦い勝利した回族の男性によって紹介された。回族のアイデンティティをめぐる混乱により、修正主義者は創設者の中国の遺産をアラブの遺産に置き換えた問題もある。
クンタウ派フィリピンの流派である。「kuntaw」と綴られている。クンタウ派の中国起源説が否定されることはありえないが、フィリピンのイスラム教徒と関連付けられることがよくある。インドネシアのボルネオ島とフィリピンとのイスラム教徒コミュニティと関連付けられている。
クンタウの名は、kunsagrado hatawから「神聖な攻撃」と誤って翻訳された結果である。しかし現在まで名前は改定されることなくクンタウとして継承されている。フィリピン土着の武術であるエスクリマの技をいくつか吸収している。

### その他の流派
アメリカンクンタオインドネシアの華僑が同化政策や現地での差別から逃れるため、アメリカに亡命して広まった。しかしアメリカも人種差別が横行した国であった。そこで当時立場の弱かった黒人グループを養護する目的も兼ねて協力関係を築いた。護身術として当時の黒人が身につけていたカポエイラとアメリカ本土で広まっていま格闘技のボクシングをバンガウプティ派クンタオシラットに組み込み、新たなクンタオシラットである、アメリカンクンタオが完成した。動物の動きを真似する象形拳の技術から構成される。

## 武器術
胡蝶双刀詠春拳や八極拳で使われる刀。またその旧式モデルの刀。クンタオシラットの特徴的な武器のひとつとされる。
キアムまっすぐな両刃の中華剣。ベトナム武術ボビナムや武術太極拳など幅広い武術で使用されている。クンタオシラットの特徴的な武器のひとつとされる。
トヤ長い6尺棒のこと。通常は木製だが金属製もある。シラット全般で使用される。
チオ中国式の槍。シャフトに血が滴るのを防ぐために刃の近くに馬の毛が付いている。クンタオシラットの特徴的な武器のひとつとされる。
関刀三国志の関羽にちなんで名付けられた。実際は武術太極拳でも使用される柳葉刀と変わりないが、勝運到来を願って関刀と呼ぶ。クンタオシラットの特徴的な武器のひとつとされる。
三節棍一般的な三節棍と同じ形状。クンタオシラットの特徴的な武器のひとつとされる。
Tabak-Toyok(タバクトヨク)東南アジアに伝わるヌンチャクの亜種。ブルース・リーが燃えよドラゴンなどの映画で使用した。双節棍ともいう。シラット全般で使用される。
サビット鎌のこと。また、ショーテル型の鎌も同義。シラット全般で使用される。
マチェット草木の生い茂る東南アジアでは、武器としても農具としても使用されてきた。第二次世界大戦期では多くの近接格闘で使用された。万歳突撃にも使用された。その他シラット流派でも使用される。
軍刀第二次世界大戦に日本軍によってもたらされた。技術は日本の剣術とは異なる。万歳突撃にも使用された。一部流派のシラットで使用される。
銃剣ライフルの銃口付近に取り付ける。バヨネットとも呼ぶ。第二次世界大戦にもたらされた。シラット全般に銃剣術が無いため、クンタオシラットの特徴的な武器のひとつとされる。
拐(日本語発音：カイ）トンファーの亜種。平常時は杖として携帯するが、戦闘時には武器として使用する。クンタオシラットの特徴的な武器のひとつとされる。
カランビットナイフカランビットはマレー語,インドネシア語で虎の爪を意味する。その意味の通り三日月型の刀身が特徴。元々は稲刈りの農具。シラット全般で使用される。指をかけるリングにより、指を広げても落とさないため、弓矢などを射抜ける。第二次世界大戦の近接戦闘でも使用された。
吹き矢隠密性に優れたため、古来より狩りなので活躍した。第二次世界大戦でも隠密行動やジャングルファイトで使用された。クンタオシラットの吹き矢は筒の先端が竹槍状になっているため、緊急時には近接格闘にそのまま使用できる。
円匙詳しくは小円匙。シャベルとも呼ぶ。もともとは土掘りの道具だが、武器としても使用できる。第二次世界大戦の万歳突撃で使用された。
鞭持ち手に重心操作をしやすいよう、馬の毛や布の装飾がある。隠しやすいことが利点として扱われた。
ヘルメット第二次世界大戦にもたらされた。鉄兜ともいう。装着して頭突きをする技の他に、両手で持ち盾兼鈍器として使う技がある。
38式歩兵銃(弾切れ,故障の際の接近戦)第二次世界大戦にもたらされた日本兵の定番的なライフル。弾切れや故障の際に使用したと考えられる。銃口側を持ち、銃床側を相手に向ける。クリケットバットの原理で振る。サビット※先に記載※の武器術を応用したような技が多い。クンタオシラットの特徴的な武器のひとつとされる。
鐵絲網手槍(弾切れ,故障の際の接近戦)インドネシア独立戦争の兵士の内シラットを習得した人が発明したと考えられる。銃口を相手に向けたまま上下反転してグリップを持つとカランビットナイフを構えたようになる。そして銃身に有刺鉄線を巻きつけるとこで完成する。刃物の性質と鈍器の性質を持ち合わせた即席武器。技はカランビットナイフと同じ。
狼牙棒釘バット。第一次世界大戦や第二次世界大戦で様々な国で使用された。トヤの技術を応用した振り方が多い。
サロン伝統衣装。腰に巻く装飾用の布。捕縛武器としても使用できる。第二次世界大戦中は布より攻撃性の高い鎖などを使用した。
タルワールインド式サーベル。
オール小船を漕ぐ櫓のこと。島国のため古くから使用された道具。しかし、戦闘時には武器として使用する。第二次世界大戦にも使用された。
クボタン点穴針。中国武術やエスクリマやシラットで使用される。殺傷性が低いため、自己防衛に使われる。